# جائزة قطر الكبرى للدراجات النارية 2012
جائزة قطر الكبرى للدراجات النارية 2012 هو سباق دراجات نارية أقيم بتاريخ 8 أبريل 2012 في حلبة لوسيل الدولية. كان الجولة الأولى من أصل 18 في سباق الجائزة الكبرى للدراجات النارية موسم 2012. فاز الإسباني خورخي لورنزو بفئة الموتو جي بي بينما جاء الإسباني داني بيدروسا في المركز الثاني وحصل على المركز الثالث الأسترالي كيسي ستونر. فاز بفئة الموتو 2 الإسباني مارك ماركيث.

## وصلات خارجية
- الموقع الرسمي